# 理查德·巴杰特
理查德·巴杰特（英語：Richard Budgett，1959年3月20日—），英国男子赛艇运动员。他曾代表英国参加1984年夏季奥林匹克运动会赛艇比赛，获得男子四人单桨有舵手金牌。